# Dunkelschlag

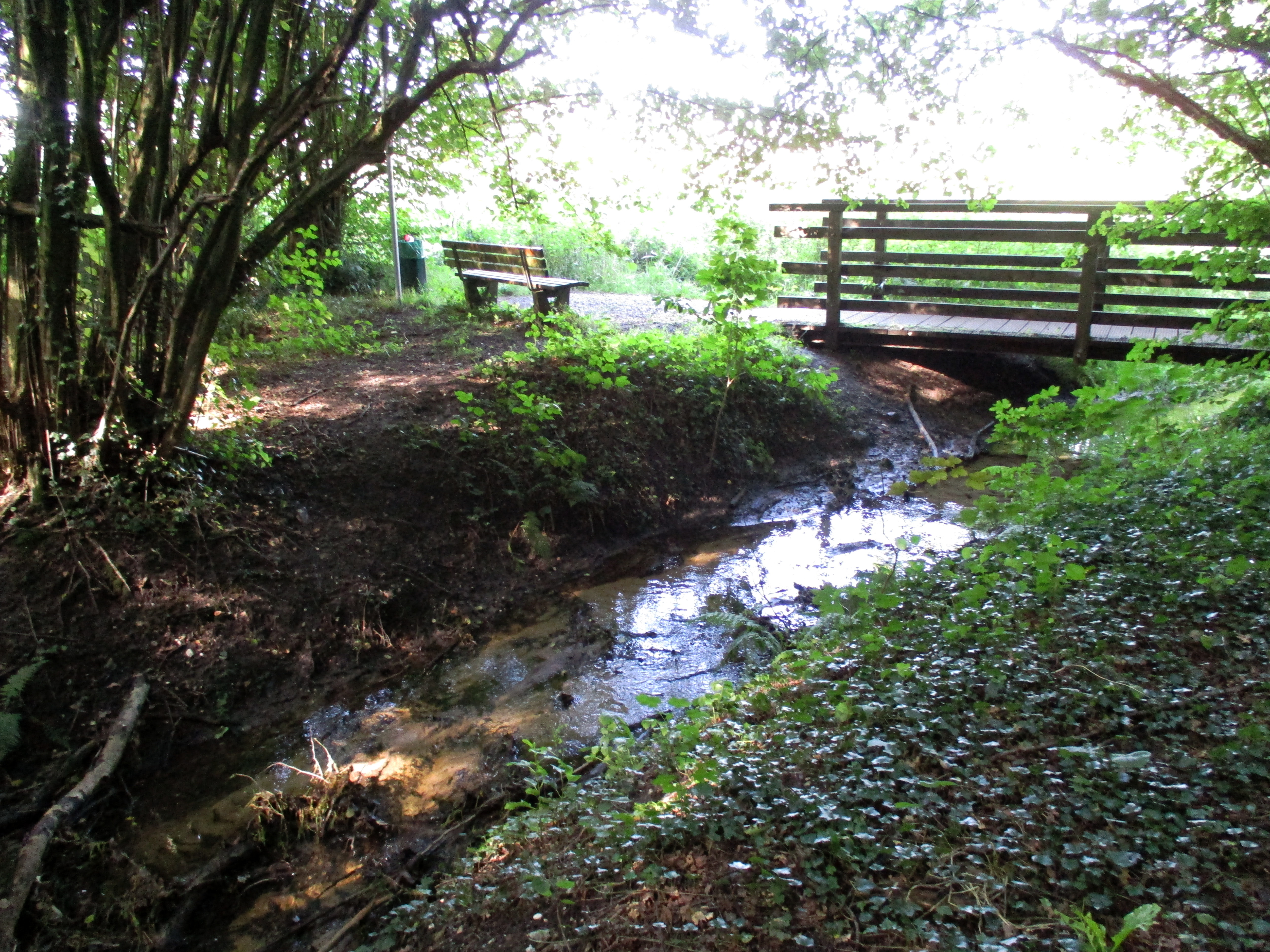
Brücke über den Handbach im Sterkrader Wald. (2023)

Der Dunkelschlag oder Sterkrader Wald ist ein Buchen-Mischwald im Oberhausener Stadtbezirk Sterkrade zwischen den Ortsteilen Walsumermark, Schmachtendorf, Königshardt und Alsfeld. Durch den Wald fließt der Handbach, ein Nebenfluss der Emscher. Am südwestlichen Rand des Dunkelschlags liegt die ehemalige Zechenkolonie Siedlung Dunkelschlag.
Das mit insgesamt 204 ha nach dem Hiesfelder Wald zweitgrößte Waldgebiet in Oberhausen ist seit dem Bau des Autobahnkreuzes Oberhausen ab 1958 in vier Teile getrennt, deren größter, nordöstlicher das 81 ha großes Naturschutzgebiet „Sterkrader Wald“ bildet. Alle vier Teile bilden das Landschaftsschutzgebiet „Sterkrader Wald/Dunkelschlag“.
Geprägt wird der Wald von seinen über 150 Jahre alten Rotbuchenbeständen. Weiterhin finden sich auch Bestände von Hainbuche, Roteiche, Erle, Bergahorn und Waldkiefer. Wesentliche Gründe für die Ausweisung des Naturschutzgebietes waren der Torfmoos-Erlenbruchwald und die Mergelgruben.
Besondere Bedeutung kommt dem Waldgebiet zu, da Oberhausen mit 44 % (Stand 2022) den zweithöchsten Flächenversiegelungsgrad aller deutschen Städte aufweist.

## Geschichte
Am 22. Februar 1670 wurde ein Vertrag geschlossen, mit dem Friedrich Wilhelm von Brandenburg die Weierheide, den Hochwald Dunkelschlag und einen Teil der Sterkrader Heide erwarb. Beweggrund war der Wunsch des Landesherren, dieses Gebiet nach forstwirtschaftlichen Grundsätzen zu verwalten. 1833 bestand das Interesse, die Mark Brandenburg aufzuteilen. Nach langen Verhandlungen gingen der Dunkelschlag und weitere Teile der Sterkrader Mark in Privatbesitz über. In Folge dieser Entscheidung kam es zu einer Umstellung der Wirtschaftsform, die großen Weideflächen für die Schafe wurden umgewidmet.
In den Jahren 1936–38 wurde eine Reichsautobahn durch den Wald gebaut, wodurch dieser zunächst in zwei Teile zerschnitten wurde.
1950 gelang der Stadt Oberhausen mittels eines Tauschgeschäfts, den Sterkrader Wald zu erwerben. Seitdem ist der Dunkelschlag Eigentum der Stadt und wird heute von deren Eigenbetrieb Servicebetriebe Oberhausen bewirtschaftet.
An der Autobahn wurde ab 1958 das Kreuz Oberhausen gebaut, das ursprünglich als Autobahndreieck geplant war. 1961 und 1963 wurden die nach Norden bzw. Süden verlaufenden Strecken durch den Wald freigegeben.
2016 wurde ein Ausbau des Kreuzes und der Autobahnen angekündigt, für den ca. 11 ha Wald mit ca. 5 000 Bäumen gerodet und 3,8 ha Boden versiegelt werden sollen. Im Oktober 2020 schlossen sich lokale Gruppen von BUND, NABU und Fridays for Future sowie weitere lokale Bürger- und Kircheninitiativen zum „Bündnis zum Erhalt des Sterkrader Waldes“ zusammen, das Protestaktionen gegen den Ausbau organisiert, u. a. ein Klimacamp. Für diese Aktionen verwendet das Bündnis in Anlehnung an den Slogan „Hambi bleibt“ der Proteste gegen die Rodung des Hambacher Forsts den Slogan „Sterki bleibt“, wobei weder „Hambi“ noch „Sterki“ außerhalb dieses Kontextes übliche Bezeichnungen der jeweiligen Waldgebiete sind.

## Naturdenkmale
In der ordnungsbehördlichen Verordnung zum Schutz der Naturdenkmale in der Stadt Oberhausen vom 3. Mai 1999 waren noch drei Naturdenkmäler im Gebiet des Dunkelschlag aufgeführt, die aufgrund ihres Abganges aus dem Verzeichnis der Verordnung zur Sicherung von Naturdenkmalen im Stadtkreis Oberhausen vom 16. März 1965 gestrichen wurden. Dies waren eine Rotbuche am Nordrand des Bürgermeisterplatzes (in der Nähe des Bürgermeisterplatzes findet sich eine Buche, die mit einem Schild als Naturdenkmal gekennzeichnet ist, möglicherweise ist diese mit ihr identisch), die Malereiche und eine „12 Aposteln“ genannte Gruppe von Buchen. Im Norden des Dunkelschlags, nahe dem Handbach, befindet sich an einer Lichtung, einem Thingplatz, eine alte Buche, die als Naturdenkmal ausgewiesen ist, aber in der Verordnung von 1999 nicht aufgeführt ist.